# Miðvágur
Miðvágur [ˈmiːvɔavuɹ] és un poble situat al sud de l'illa de Vágar, a les illes Fèroe. Amb els seus 1.130 habitants (2020) és el nucli habitat més gran del municipi de Vágar, que inclou també les localitats de Sandavágur i Vatnsoyrar. A 1 de gener de 2020 el nombre total d'habitants del municipi sencer era de 2.131 persones.

## Geografia
Miðvágur es troba a la costa sud de Vágar a l'extrem d'una badia allargada que porta el mateix nom. La població s'estén cap a l'interior direcció oest, vers el llac Leitisvatn. Per Miðvágur hi passa la principal carretera que uneix l'aeroport de Vágar a l'oest de l'illa amb el Vágartunnilin al nord-est, un túnel submarí que enllaça les illes de Vágar i Streymoy.
El cim més alt del terme municipal és el Reynsatindur de 676 metres.

## Població
El municipi de Vágar inclou un total de 3 localitats. A continuació hi ha les seves dades de població actualitzades l'1 de gener de 2020.
| Localitat  | habitants |
| ---------- | --------- |
| Miðvágur   | 1130      |
| Sandavágur | 957       |
| Vatnsoyrar | 44        |
| TOTAL      | 2.131     |

## Història

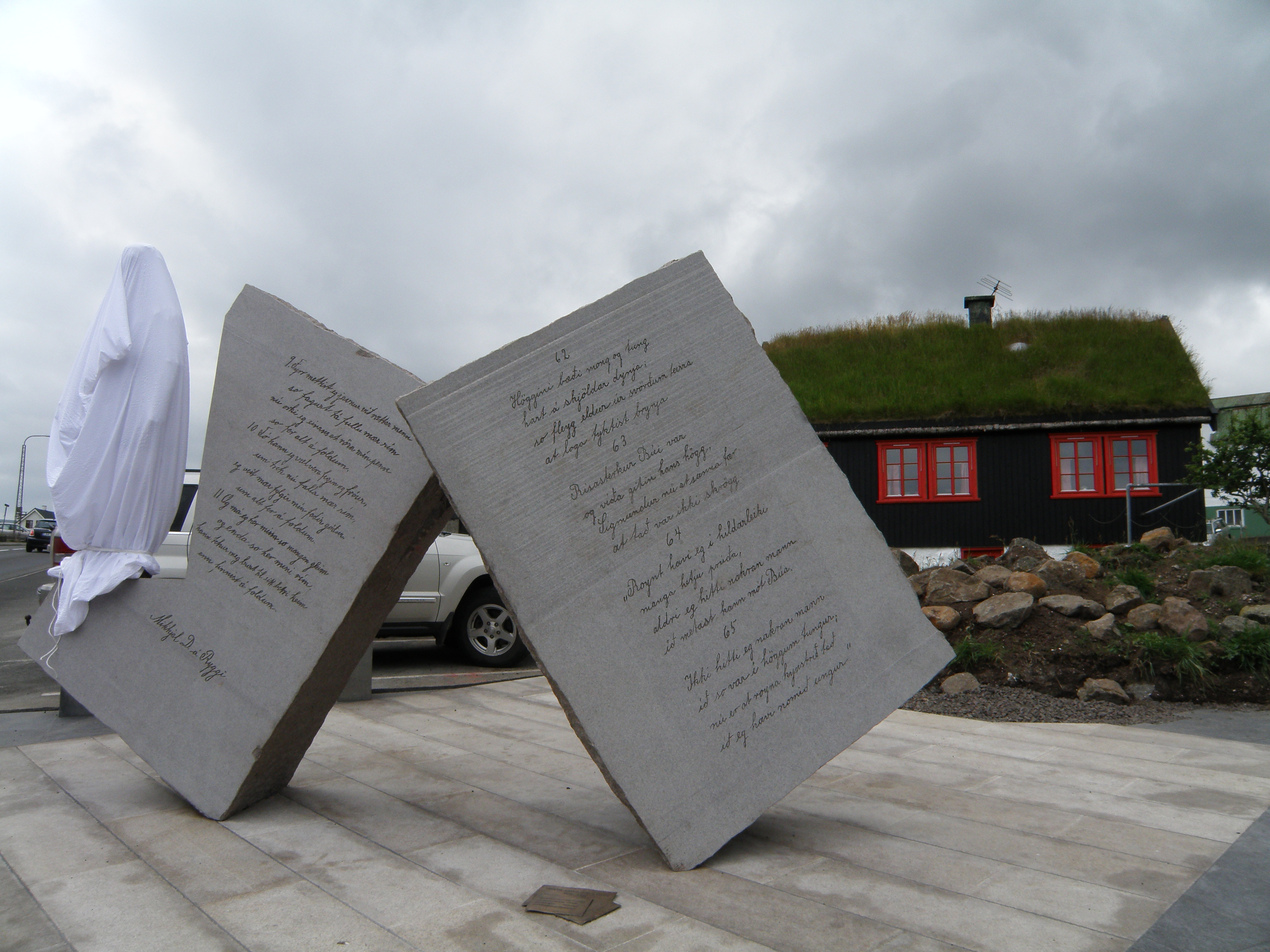
Monument en memòria de l'historiador Mikkjal á Ryggi.

Les excavacions arqueològiques han demostrat que el lloc ha estat habitat des de l'època vikinga. Miðvágur s'esmenta per primera vegada en un escrit al Hundabrævið, document que regulava la tinença de gossos a l'arxipèlag, redactat entre els anys 1350 i 1400. A la llista de béns reials (Jarðarbókin) de 1584, també hi surt.
El 1899, un banc de balenes cap d'olla negre de 1300 individus va quedar encallat a la platja de Miðvágur. Aquesta va ser la captura més gran de balenes de la història.
El 1940, Mikkjal Dánjalsson á Ryggi, alcalde de Miðvágur, de 1915 a 1919, va publicar una història local anomenada Miðvinga søga. Era la primera vegada que s'escribia una història local a les Illes Fèroe.
Al poble es troba el cementiri britànic, que data de la Segona Guerra Mundial.
L'església de Miðvágur va ser construïda entre 1948 i 1952. El seu dissenyador, Heini Joensen, que va estudiar a Bergen, Noruega, la va impregnar de certa influència modernista.

## Personatges il·lustres
- Pauli Ellefsen (1936-2012), Primer ministre feroès la legislatura 1981-1985.
- Rasmus Rasmussen (1871-1962), escriptor.